# Нектарець сомалійський
Некта́рець сомалійський (Chalcomitra hunteri) — вид горобцеподібних птахів родини нектаркових (Nectariniidae). Мешкає в Східній Африці.

## Поширення і екологія
Сомалійські нектарці мешкають в Сомалі, Ефіопії, Кенії, Танзанії та Південному Судані. Вони живуть в сухих саванах і чагарникових заростях, на луках.